# Хувентуд Лас-Пьедрас
«Хувенту́д Лас-Пье́драс» (исп. Club Atlético Juventud de Las Piedras) — уругвайский футбольный клуб из города Лас-Пьедраса. В настоящий момент выступает во Втором дивизионе чемпионата Уругвая.

## История
Клуб был основан группой молодых людей, которые занимались футболом в католической школе Сан-Исидро в Лас-Пьедрасе. 24 декабря 1935 года они собирались поиграть в футбол, но им запретили это делать на местной площадке, поскольку священники готовились к встрече Рождества. В знак протеста студенты собрались на городской площади Лас-Пьедраса и объявили о том, что создают новый футбольный клуб. Первым президентом стал один из собравшихся Карлос Мария Кабрера. Его отец занимался текстильным бизнесом, владел фабрикой ILDU. Поэтому у команды не было проблем с игровой формой. Первое название команда получила в честь этой фабрики — «Клуб Ильду».
В 1946 году, когда многие из игроков команды уже стали солидными предпринимателями или учёными, было решено изменить название команды на «Спортивный клуб „Хувентуд“ из Лас-Пьедраса». Название «Хувентуд» переводится как «Молодёжь», что лишний раз подчёркивало историю основания клуба. Официально название изменилось 6 июня 1947 года.
5 ноября 1995 года, после многих попыток, «Хувентуд», наконец, получил право выступать во Втором профессиональном дивизионе чемпионата Уругвая. Четыре года спустя, 6 ноября 1999 года, «Хувентуд» выиграл Второй дивизион, став первой командой не из Монтевидео, которому удалось завоевать этот титул. «Хувентуд» получил право выступать в главном дивизионе уругвайского футбола, Примере. В элите команда пребывала до 2003 года.
В сезоне 2009/10 команда выступала в Первом дивизионе уругвайского чемпионата. На тот момент это была лишь одна из трёх команд, не представлявших столицу государства, город Монтевидео.

## Достижения
- Чемпион Второго дивизиона Уругвая (1): 1999
- Чемпион Первого любительского дивизиона (третья по уровню дивизион) (1): 1995